# Earl Eby

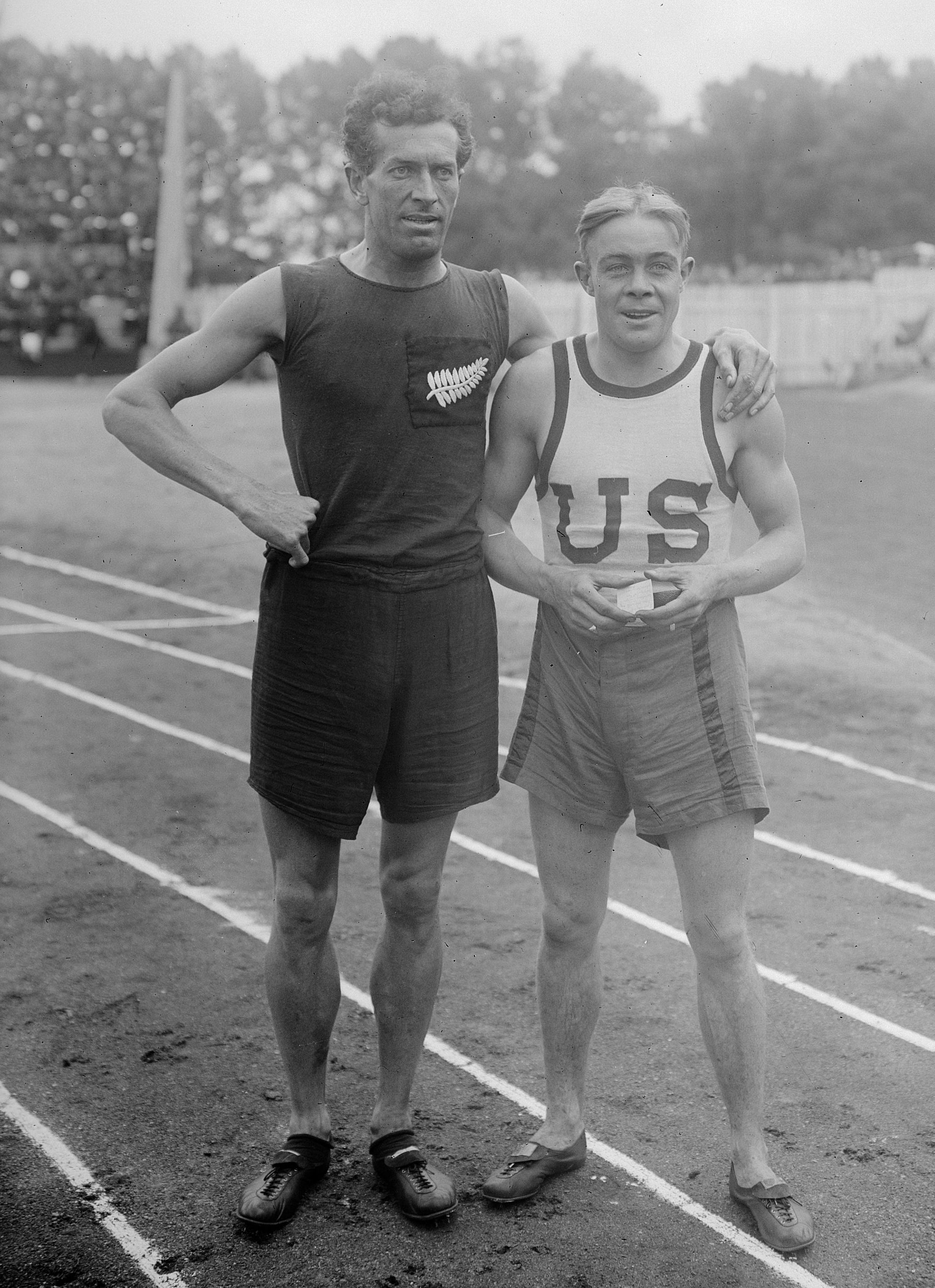
Earl Eby (a mà dreta) amb el neozelandès Daniel Leslie Mason el 1919

Earl William Eby (Aurora Valley, 18 de novembre de 1894 - Valley Forge, 14 de desembre de 1970) va ser un atleta estatunidenc especialitzat en la categoria dels 800 metres.